# Pedro Pineda
Pour les articles homonymes, voir Pineda.
Pedro Pineda, né le 25 avril 1993, est un judoka vénézuélien.

## Carrière
Il est médaillé de bronze par équipes aux Jeux olympiques de la jeunesse d'été de 2010 à Singapour.
Il est médaillé de bronze dans la catégorie des plus de 100 kg aux Jeux d'Amérique centrale et des Caraïbes de 2010 à Mayagüez ainsi qu'aux Championnats sud-américains de judo 2013 à Buenos Aires. Dans la même catégorie, il obtient la médaille d'or aux Jeux bolivariens de 2013 à Trujillo, la médaille d'argent aux Jeux sud-américains de 2014 à Santiago, la médaille de bronze aux Championnats panaméricains de judo 2014 à Guayaquil, la médaille d'or aux Jeux d'Amérique centrale et des Caraïbes de 2014 à Veracruz, la médaille d'or aux Championnats panaméricains de judo 2018 à Lima, la médaille de bronze aux Jeux d'Amérique centrale et des Caraïbes de 2018 à Barranquilla et la médaille d'argent aux Jeux panaméricains de 2019 à Lima.